# Polystachya microbambusa
Polystachya microbambusa är en orkidéart som beskrevs av Friedrich Fritz Wilhelm Ludwig Kraenzlin. Polystachya microbambusa ingår i släktet Polystachya och familjen orkidéer. Inga underarter finns listade i Catalogue of Life.